# انحلال الجلد الفقاعي المكتسب
انحلال الجلد الفقاعي المكتسب(بالإنجليزي: Epidermolysis bullosa acquisita) هو مرض من أمراض المناعة الذاتية ينتج نتيجة تكون مستضدات لنوع COL7A1.
يظهر على شكل تقرحات مزمنة في منطقةالألياف وهي منطقة اتصال البشرة بالأدمة 